# Mauritius David Harpprecht
Mauritius David Harpprecht, auch Moritz David Harpprecht (* 14. Juli 1664 in Tübingen; † 4. September 1712 in Wetzlar), war ein deutscher Rechtswissenschaftler.

## Familie
Mauritius David Harpprecht entstammt einer württembergischen Juristenfamilie. Sein Vater war Johann Christoph Harpprecht, dessen Vater war Christoph Harpprecht (1596–1637) und dessen Vater Johannes Christoph Harpprecht (1560–1639) ist der Stammvater der Familie. Dieser ist also Mauritius’ Urgroßvater. Mauritius selbst hatte einen Bruder, Ferdinand Christoph Harpprecht. Harpprecht heiratete am 21. September 1689 in Stuttgart die Tochter des Stadt- und Amtsvogts Johann Valentin Moser von Filseck, Anna Rosine (1671–1734) hatte mit ihr acht Kinder, unter ihnen waren Johann Valentin sowie Johann Heinrich Freiherr von Harpprecht.

## Leben
Mauritius David Harpprecht wurde am 14. Juli 1664 in Tübingen geboren. Nachdem er an der Universität Tübingen die Rechtswissenschaften studiert hatte, wurde er August 1689 zum Doktor promoviert und wurde Hofgerichtsadvokat. Weil er sich dort als begabt erwies, sandte ihn die kaiserliche Kanzlei mehrmals an andere Höfe (Kurmainz, Wolfenbüttel, Eichstätt, Dillingen, Baden, Hohenzollern, Fürstenberg und Nassau). Auch tätigte er eine Berufsreise nach Berlin. Im Zuge einer solchen blieb er ein Jahr lang in Wien. Außerdem wirkte er als fürstlicher Rat in Hohenzollern und in Geyer als gräflicher Rat. 1703 als Regierungsrat nach Stuttgart berufen, wurde er 1707 württembergischer herzoglicher Subdelegierter zu Wetzlar. Ab 1711 saß er dem sächsischen Gerichtshof bei. Am 4. September 1712 verstarb Harpprecht und wurde in der Pfarrkirche in Wetzlar bestattet.
Johann August Ritter von Eisenhart beschrieb Harpprecht als „gewiegte[n] praktische[n] Jurist und gewandte[n] diplomatische[n] Agent“. Sein Charakter sei von Pflichttreue und Festigkeit geprägt worden.